# سواده (إب)
سواده هي إحدى قرى الجمهورية اليمنية. تتبع جغرافيا لمحافظة إب وإداريًا لمديرية السدة. يبلغ تعداد سكانها 1018 نسمة حسب الإحصاء الذي أجري عام 2004.